# Great River
Great River és una concentració de població designada pel cens dels Estats Units a l'estat de Nova York. Segons el cens del 2000 tenia 1.546 habitants.

## Demografia
Segons el cens del 2000, Great River tenia 1.546 habitants, 509 habitatges, i 417 famílies. La densitat de població era de 129,8 habitants/km².
Dels 509 habitatges en un 41,5% hi vivien nens de menys de 18 anys, en un 70,9% hi vivien parelles casades, en un 7,3% dones solteres, i en un 17,9% no eren unitats familiars. En el 13,4% dels habitatges hi vivien persones soles el 5,5% de les quals corresponia a persones de 65 anys o més que vivien soles. El nombre mitjà de persones vivint en cada habitatge era de 3,04 i el nombre mitjà de persones que vivien en cada família era de 3,36.
Per edats la població es repartia de la següent manera: un 29% tenia menys de 18 anys, un 5% entre 18 i 24, un 29% entre 25 i 44, un 24,2% de 45 a 60 i un 12,7% 65 anys o més.
L'edat mediana era de 39 anys. Per cada 100 dones de 18 o més anys hi havia 97,8 homes.
La renda mediana per habitatge era de 78.399 $ i la renda mediana per família de 89.566 $. Els homes tenien una renda mediana de 60.179 $ mentre que les dones 58.125 $. La renda per capita de la població era de 35.509 $. Entorn del 6,8% de les famílies i el 7,9% de la població estaven per davall del llindar de pobresa.